# شعب تسوانا
شعب تسوانا هم مجموعة عرقية تعيش في أفريقيا الجنوبية ويتحدثون اللغة التسوانية ويشكلون حوالي 85% من تعداد سكان بوتسوانا.